# Prins Hendrikbrug (Haarlem)
De Prins Hendrikbrug is een brug in de Noord-Hollandse stad Haarlem. De brug verbindt de Oranjekade en Prins Hendrikstraat met het Boterplein en de kade van de Leidsevaart die het overspant. De brug betreft een gemeentelijk monument en is een ontwerp van Jacques Leijh. De brug is in 1884 aangelegd.